# Гольцов (Миттельмарк)
Гольцов (нем. Golzow) — община в Германии, в земле Бранденбург.
Входит в состав района Потсдам-Миттельмарк. Подчиняется управлению Брюк. Население составляет 1334 человека (на 31 декабря 2010 года). Занимает площадь 39,96 км².
Коммуна подразделяется на 5 сельских округов.

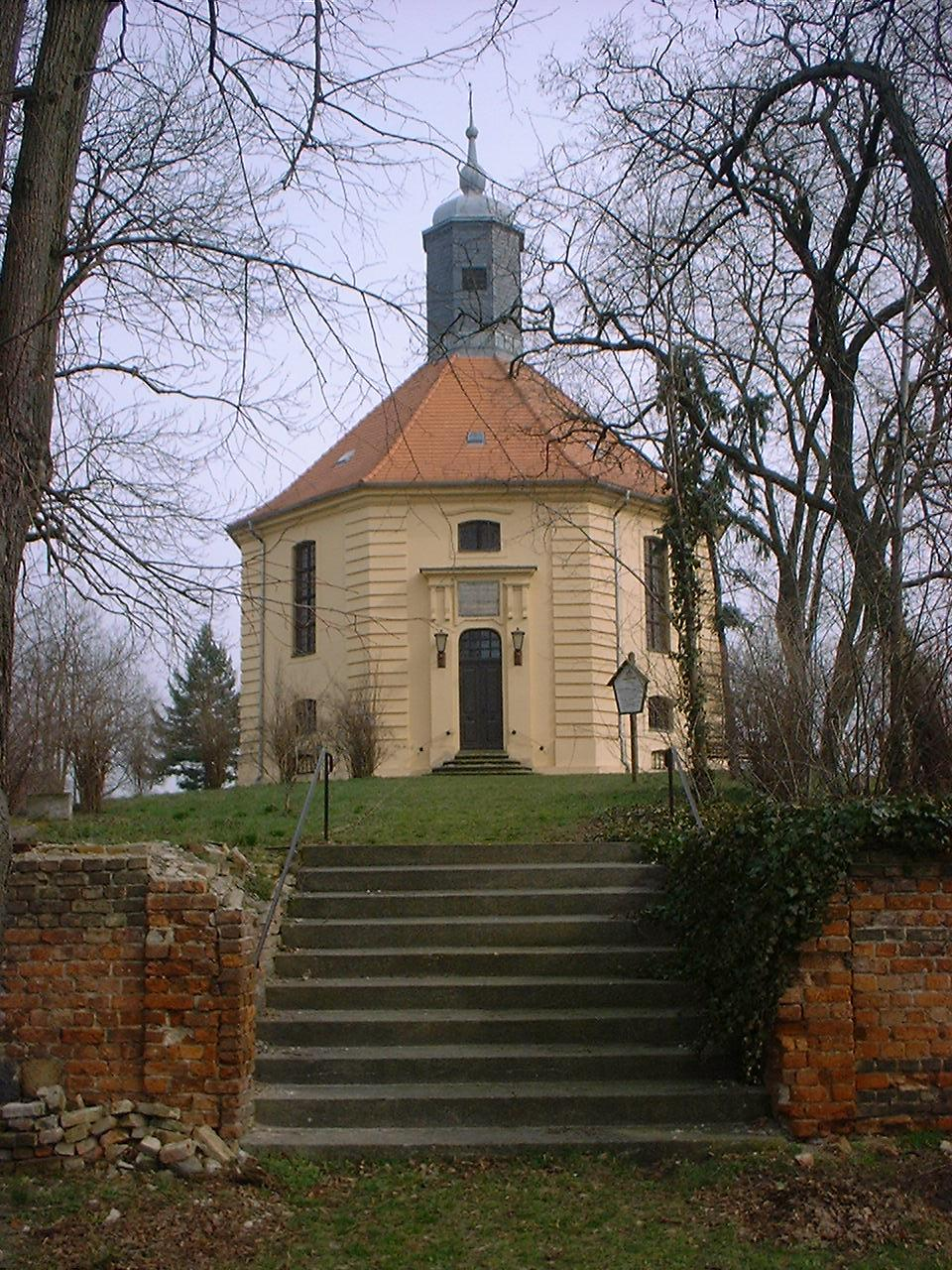
Гольцов (Миттельмарк)

| Год  | Население |
| ---- | --------- |
| 2005 | 1406      |
| 2010 | 1339      |